# 東京都立千歳丘高等学校
東京都立千歳丘高等学校（とうきょうとりつ ちとせがおかこうとうがっこう）は、東京都世田谷区船橋三丁目にある東京都立高等学校。
昭和17年（1942年）に東京府立第十九高等女学校として青山に設立されたナンバースクールの一つであり、創立75年以上の歴史を有する伝統校である。校舎は、小田急線千歳船橋駅から徒歩数分の閑静な住宅街にある。

## 沿革
- 1942年 - 東京府立第十九高等女学校として設立。
- 1943年 - 東京都立千歳高等女学校に改称。
- 1946年 - 東京都立芝高等家政女学校と統合。
- 1948年 - 学制改革により東京都立千歳女子新制高等学校に改称。
- 1950年 - 東京都立千歳丘高等学校に改称。
- 1958年 - 定時制課程を設置。
- 1952年 - 学区合同選抜制度導入。
- 1967年 - 学校群制度が施行され、千歳、松原、明正の各校と25群を組む。
- 1970年 - 学校群が改編され、千歳高と松原高で25群、当高と明正高で26群となる。
- 1982年 - グループ合同選抜制度に移行、22グループに編成される。
- 1994年 - 単独選抜となる。
- 2002年 - 創立60周年記念式典挙行。
- 2019年 - 現校舎竣工。

## 校則
かつては、都立の伝統校に多くみられる私服校（1972年までは制服）の一つであったが、2009年度から制服を導入している。

## 部活動
- 硬式野球部 - 文化・スポーツ推薦入試対象
- 男子バスケットボール部 - 文化・スポーツ推薦入試対象
- 女子バスケットボール部
- 男子テニスボール部
- 女子テニスボール部
- 男子バレーボール部 - 文化・スポーツ推薦入試対象
- 女子バレーボール部
- バドミントン部
- サッカー部
- 剣道部
- 水泳部 - ほぼ夏のみ活動
- 陸上部
- ブラスバンド部
- 合唱部
- 音楽部 - 部室として専用スタジオがある。
- 写真部
- 茶道部
- 放送部
- 演劇部
- 天文部
- パソコン部
- 美術部
- 漫画研究会
- アマチュア無線部 - 廃部。過去に存在していた(JA1ZCF失効中)。

## 交通
- 小田急小田原線千歳船橋駅下車 徒歩7分
- 京王線八幡山駅から京王バス「希望ヶ丘団地」行きで「船橋交番北」下車 徒歩10分

## 著名な出身者
- 関根謙 - 中国文学者
- 坂井建 - 大蔵官僚、元名古屋国税局長
- 戸川昌子 - 作家 ※ 中退
- 有為エンジェル - 小説家 ※ 中退
- 中嶌重富 - 作家・実業家
- 舛田明廣 - 演出家
- 伊藤真奈美 - 元女優
- 関谷ますみ - 元女優
- 井川比佐志 - 俳優
- 江原正士 - 声優
- 高杉亘 - 俳優
- 南原健朗 - 俳優・モデル
- 伊東正治- 元毎日放送アナウンサー
- 斉藤りさ - ラジオパーソナリティ、タレント
- 伊秩弘将 - 音楽プロデューサー
- 渋谷陽一 - 音楽評論家
- エリーローズ - ファッションモデル
- マリエ - タレント
- 般若 - ラッパー
- 飯野愛 - 女流棋士
- 田島光二 - コンセプトアーティスト
- 川北元 - バレーボール指導者
- 三田啓貴 - サッカー選手
- 郡大夢 - サッカー選手
- 谷俊勲 - サッカー選手